# Aulostomus chinensis
Poisson-trompette
Espèce
Aulostomus chinensis, ou communément nommé Poisson-trompette, est une espèce de poissons marins, démersale de la famille des Aulostomidae.

## Description

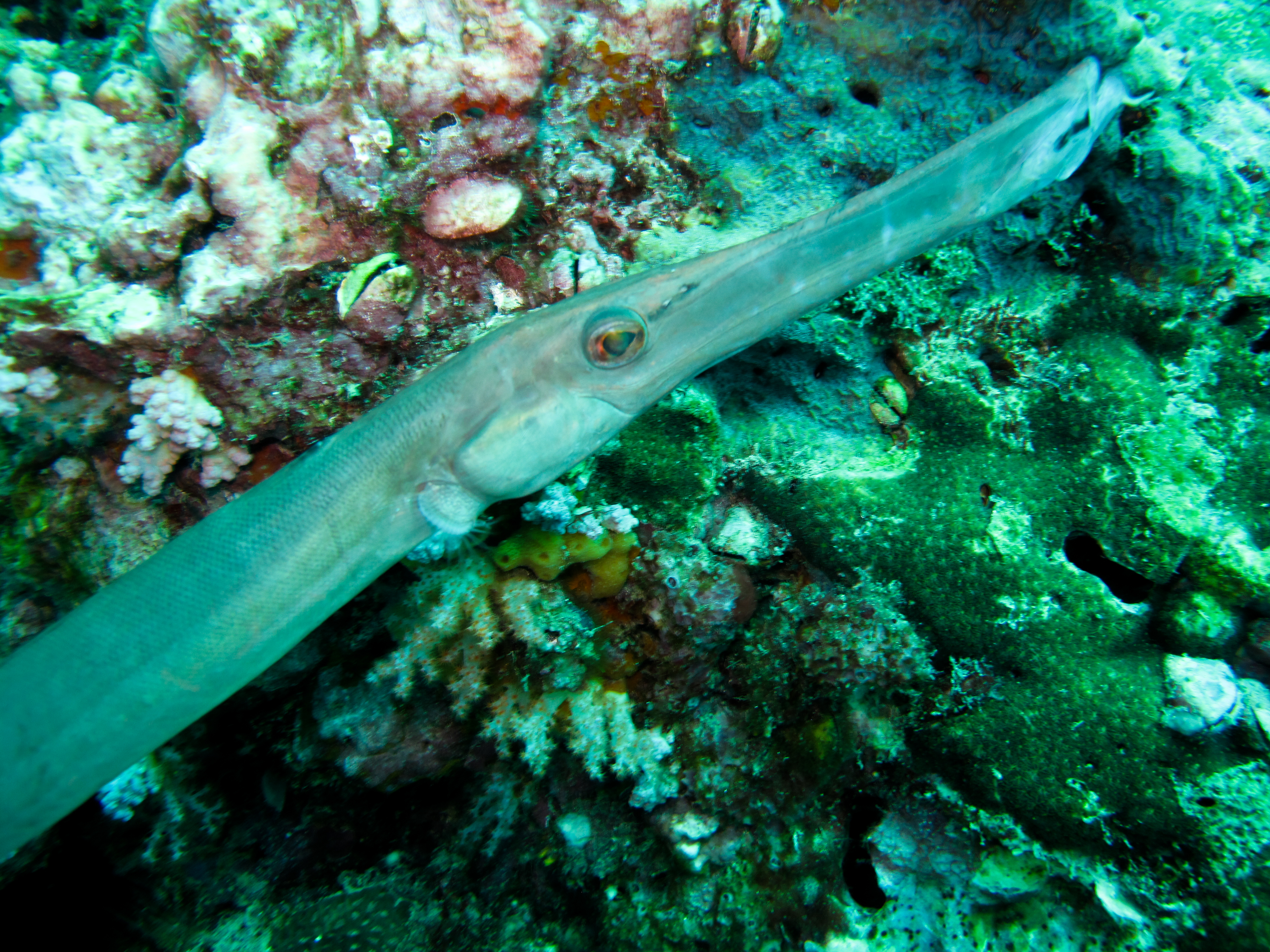
Poisson-trompette, parc national de Koh Lanta, Thaïlande

Aulostomus chinensis est un poisson de taille moyenne pouvant atteindre 80 cm de long. 
Le corps est très allongé, comprimé latéralement avec long museau tubuleux muni d'un barbillon à son extrémité. La bouche protractile peut être projetée vers l'avant pour capturer des proies. Il possède deux nageoires dorsales, la première consiste en une série d'épines isolées et la seconde est à rayons voilés. Cette dernière, située au bout du corps, est de taille réduite et est de forme similaire à la nageoire anale qui est juste en dessous. Les nageoires pelviennes sont aussi de petite taille et munies d'un point noir à leur base. L'ensemble composé de la nageoire caudale et du pédoncule caudal,qui est long et étroit, est jaunâtre et ce quelle que soit la livrée du poisson. Il y a toujours au moins un point noir sur la partie supérieure de la nageoire caudale et parfois un second point sur la partie inférieure.

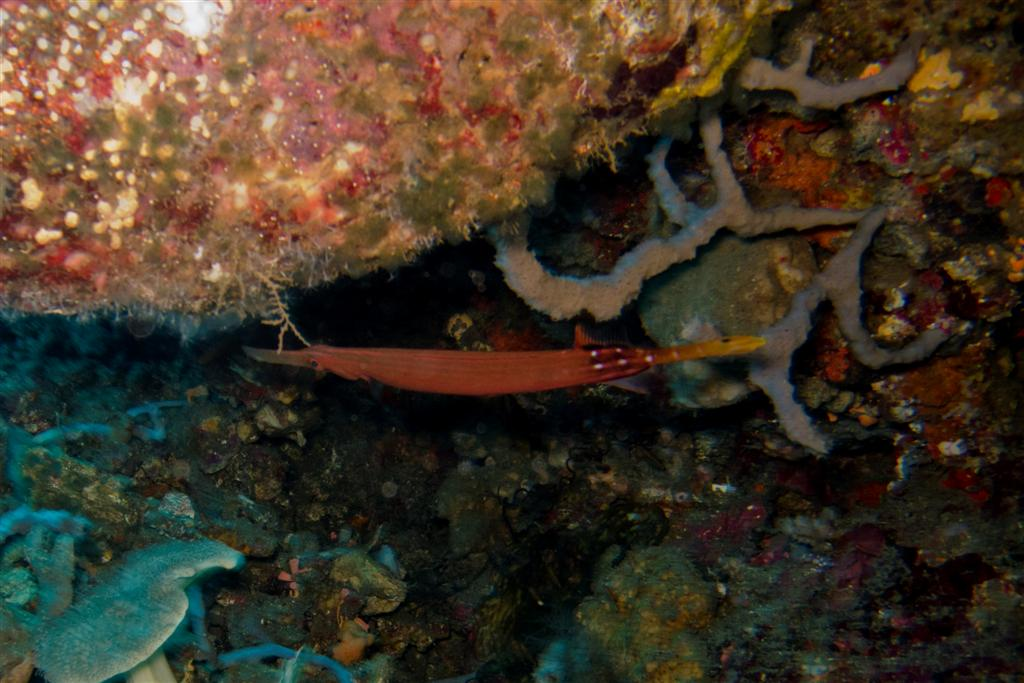
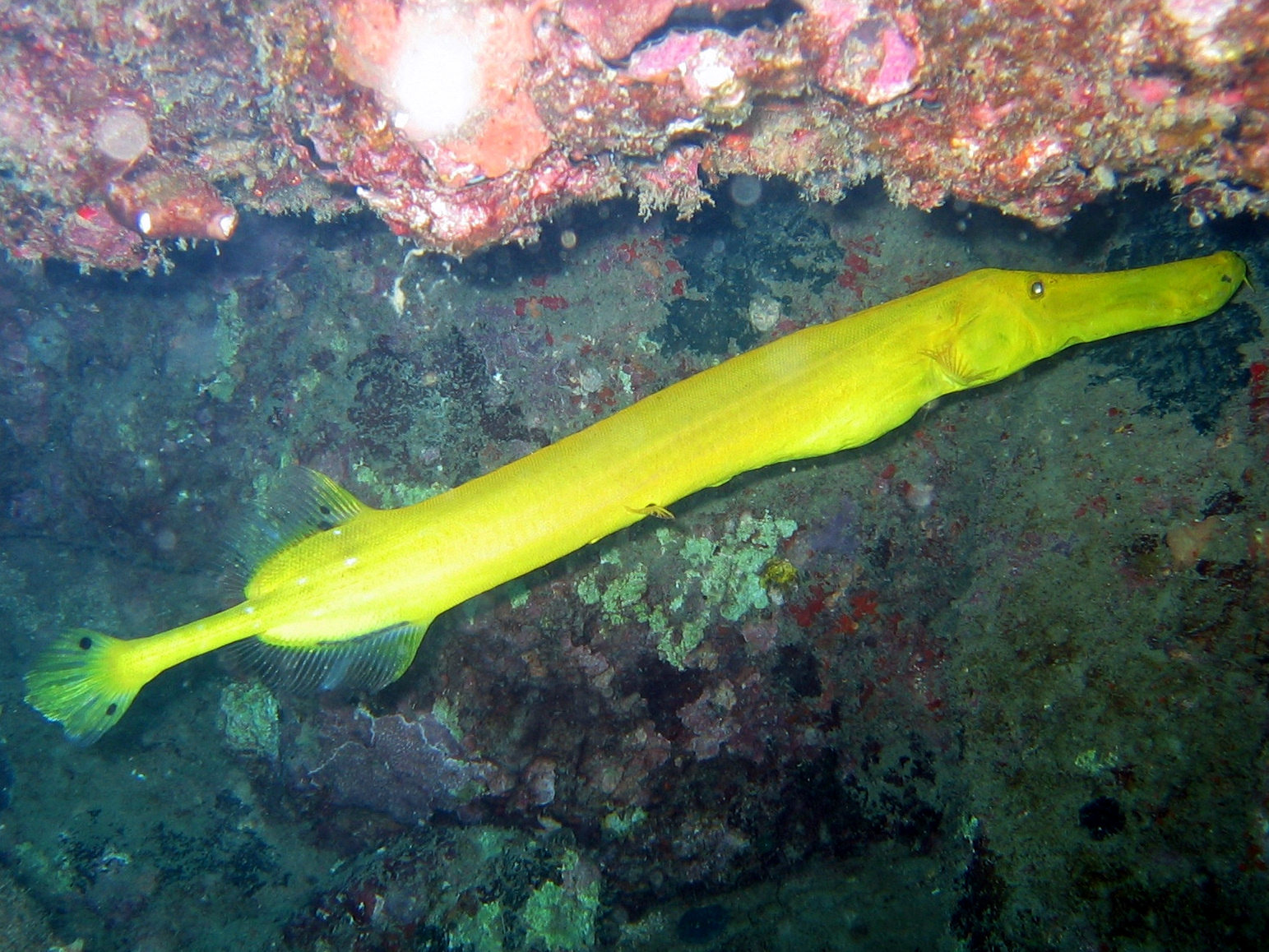
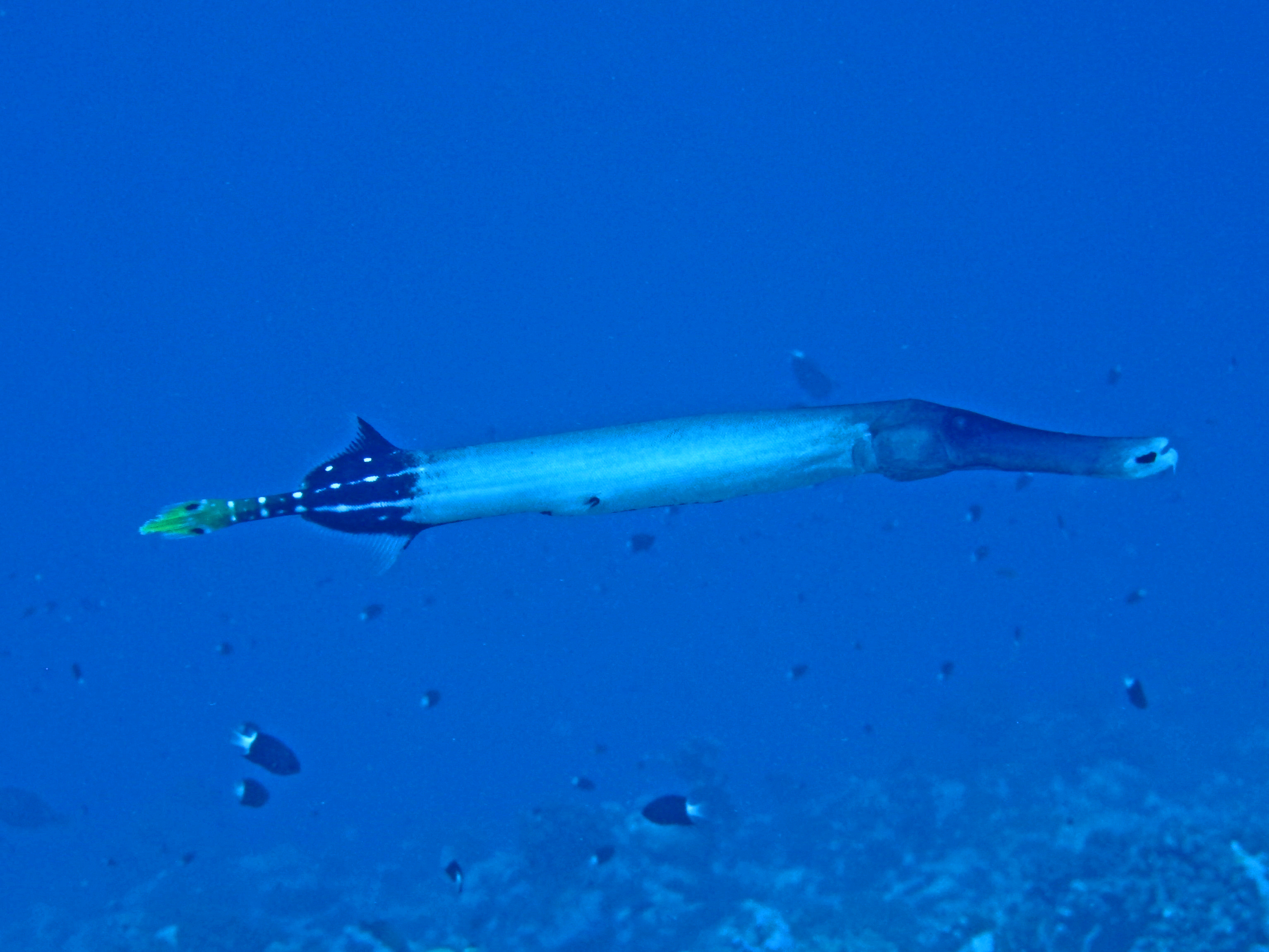
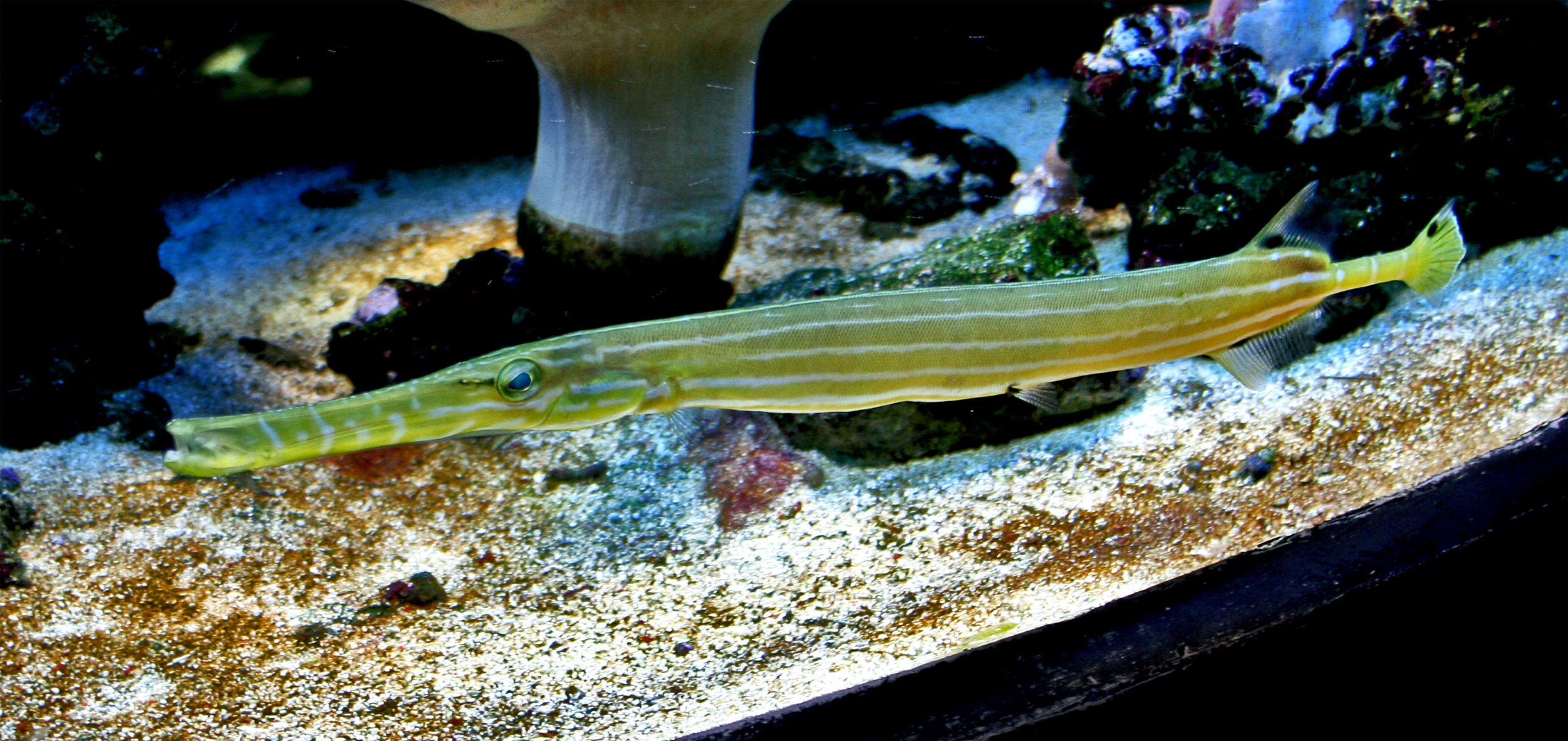

Le poisson trompette peut changer de couleur, passant du brun au jaune canaris. Les couleurs de la livrée peuvent être uniformes ou marbrées avec une gamme variable de gris, de brun ou de vert sombre. Certains individus sont totalement jaunes.

## Distribution & habitat
C'est la seule des trois espèces de poissons trompettes présente dans le bassin Indo-Pacifique. Il fréquente les eaux tropicales et subtropicales de l'Océan Indien et de l'Océan Pacifique, mais il est absent de la Mer Rouge. Il affectionne les eaux claires et abritées des zones rocheuses ainsi que des récifs coralliens de la surface à 120 m de profondeur.

## Alimentation
Il se nourrit de petits poissons et crustacés qu'il aspire dans sa bouche à la manière d'une pipette.

## Comportement

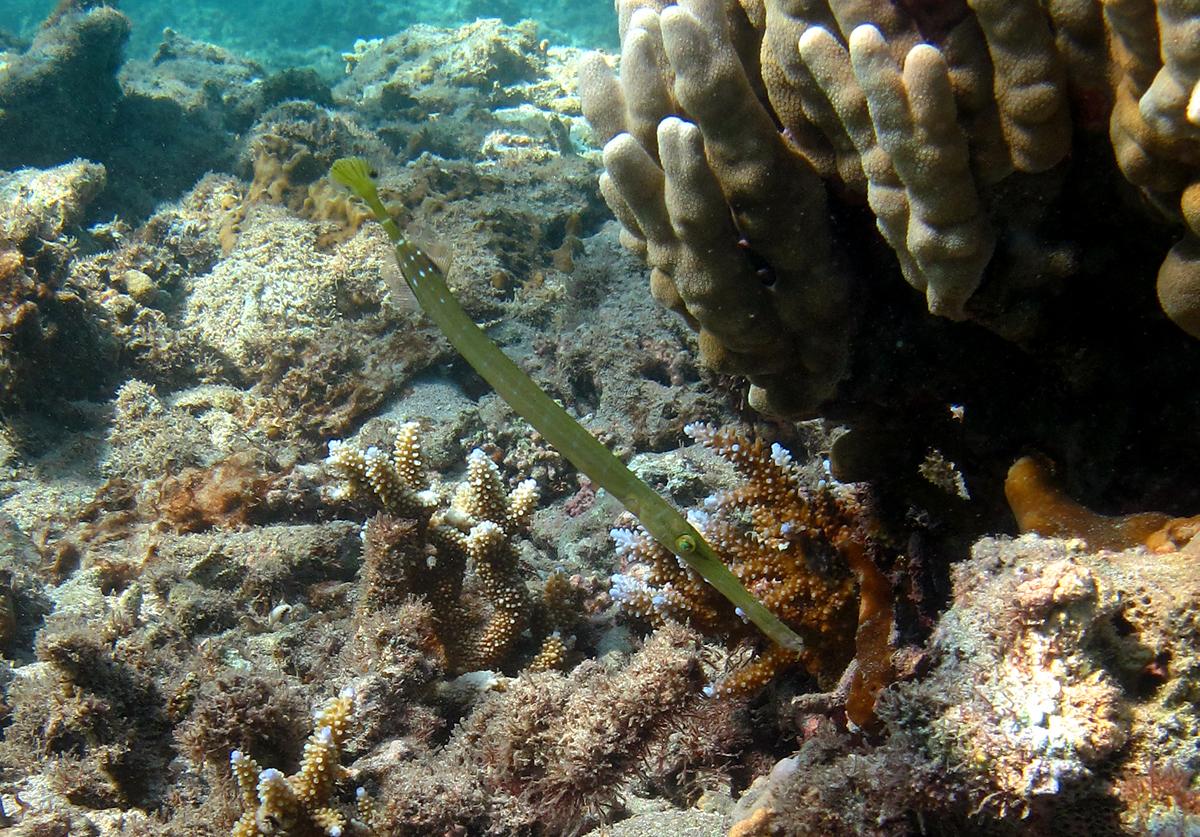
Poisson-trompette immobile, la tête en bas, à La Réunion.

Le poisson-trompette a une activité diurne, il est solitaire. 
C'est un habile chasseur, il possède deux techniques pour appréhender ses proies. 
Soit il chasse à l'affût en attendant le passage éventuel d'une proie, se tapissant à proximité de branche de corail dur, de gorgones ou des arbustes de corail noir, demeurant immobile dans l'eau comme un vulgaire bâton de bois flottant, la tête en bas . 
Soit il accompagne certains poissons comme les mérous, les carangues et parfois même de tortues imbriquées (Eretmochelys imbricata) afin de pouvoir approcher discrètement ses proies potentielles et de les attaquer par surprise. 
Le poisson-trompette jaune, quant à lui, a plutôt tendance dans la mesure du possible à suivre des poissons jaunes comme les rougets-barbets dorés (Parupeneus cyclostomus), les poissons-lapins tachetés (Siganus corallinus) ou des bancs de poissons récifaux comme des poissons-papillons ou des poissons-chirurgiens.